# Prosička
Prosička je přírodní památka a Prosíčka je hora, která se nalézá asi dva kilometry severozápadně od městečka Jimramov v okrese Žďár nad Sázavou v Kraji Vysočina. Oblast spravuje AOPK ČR, RP Správa CHKO Žďárské vrchy.

## Předmět ochrany
Předmětem ochrany je skalnatý hřbet tvořený dvěma skalisky o celkové délce 55 m a výšce až 17 m s rozsáhlým kamenným mořem a suťovými svahy pod skalisky. Území PP je dokladem mrazového zvětrávání rulových hornin v chladných obdobích pleistocénu.

## Flóra
Území PP je porostlé hospodářským lesem s převahou smrku ztepilého, přimísena je borovice lesní (Pinus sylvestris), modřín opadavý (Larix decidua) a ojediněle buk lesní (Fagus sylvatica) a jedle bělokorá (Abies alba). Skály a sutě jsou porostlé lišejníky a mechorosty.

## Fauna
Území PP významným hnízdištěm lesních druhů ptáků, jako je například datel černý (Dryocopus martius), puštík obecný (Strix aluco) a krkavec velký (Corvus corax). Ze savců zde žije rejsek obecný (Sorax araneus), jezevec lesní (Meles meles) a řada dalších druhů.

## Využití
Skalní bloky jsou zpřístupněny po modré turistické značce vedoucí z Jimramova přes Javorek do Odrance a z vrcholu je krásný výhled do údolí říčky Fryšávky. Horolezectví je na Prosičkách zakázáno, i když v minulosti byly skály horolezecky využívány.

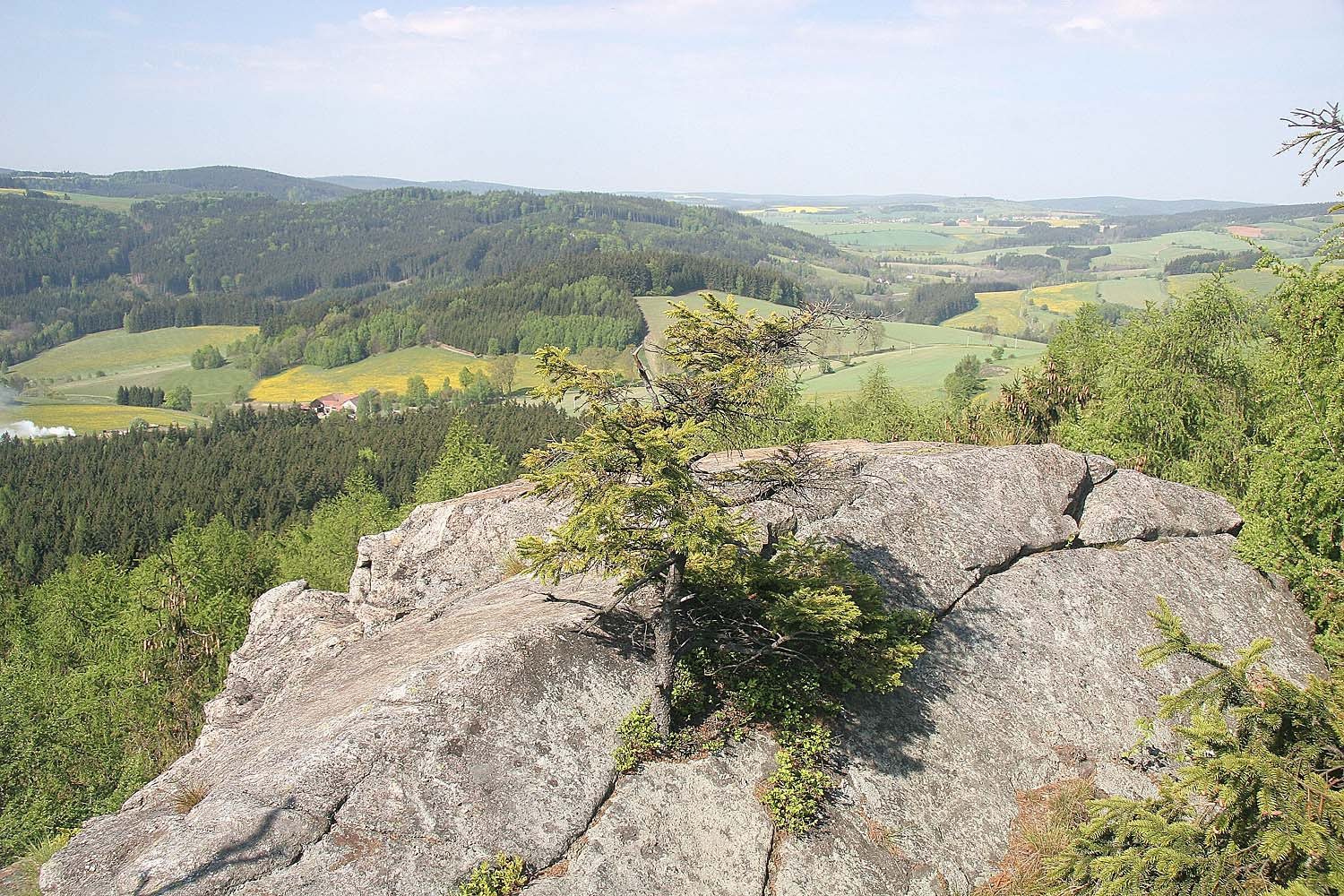
Pohled z vrcholu směrem na Nový Jimramov a Javorek
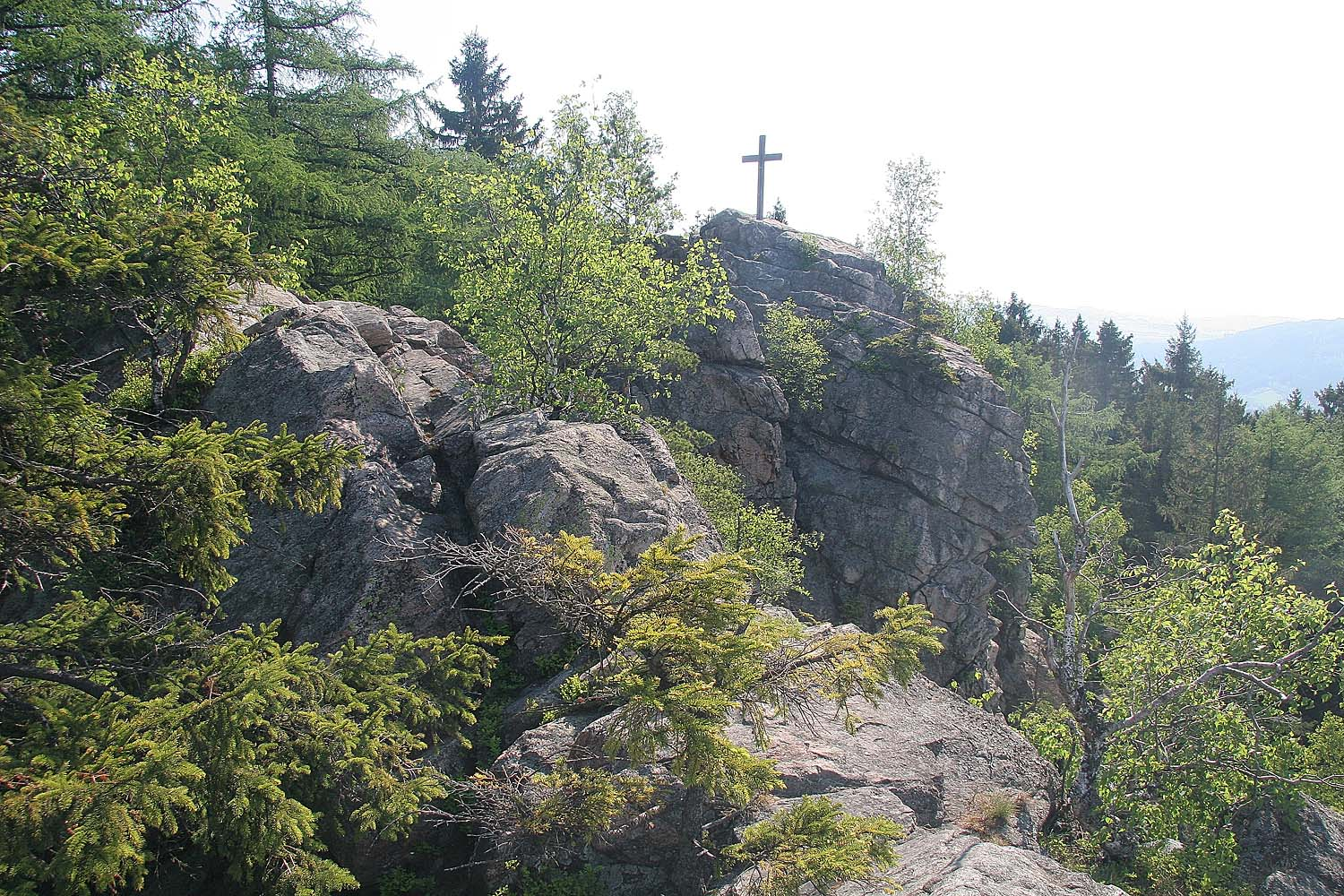
Vrcholový kříž
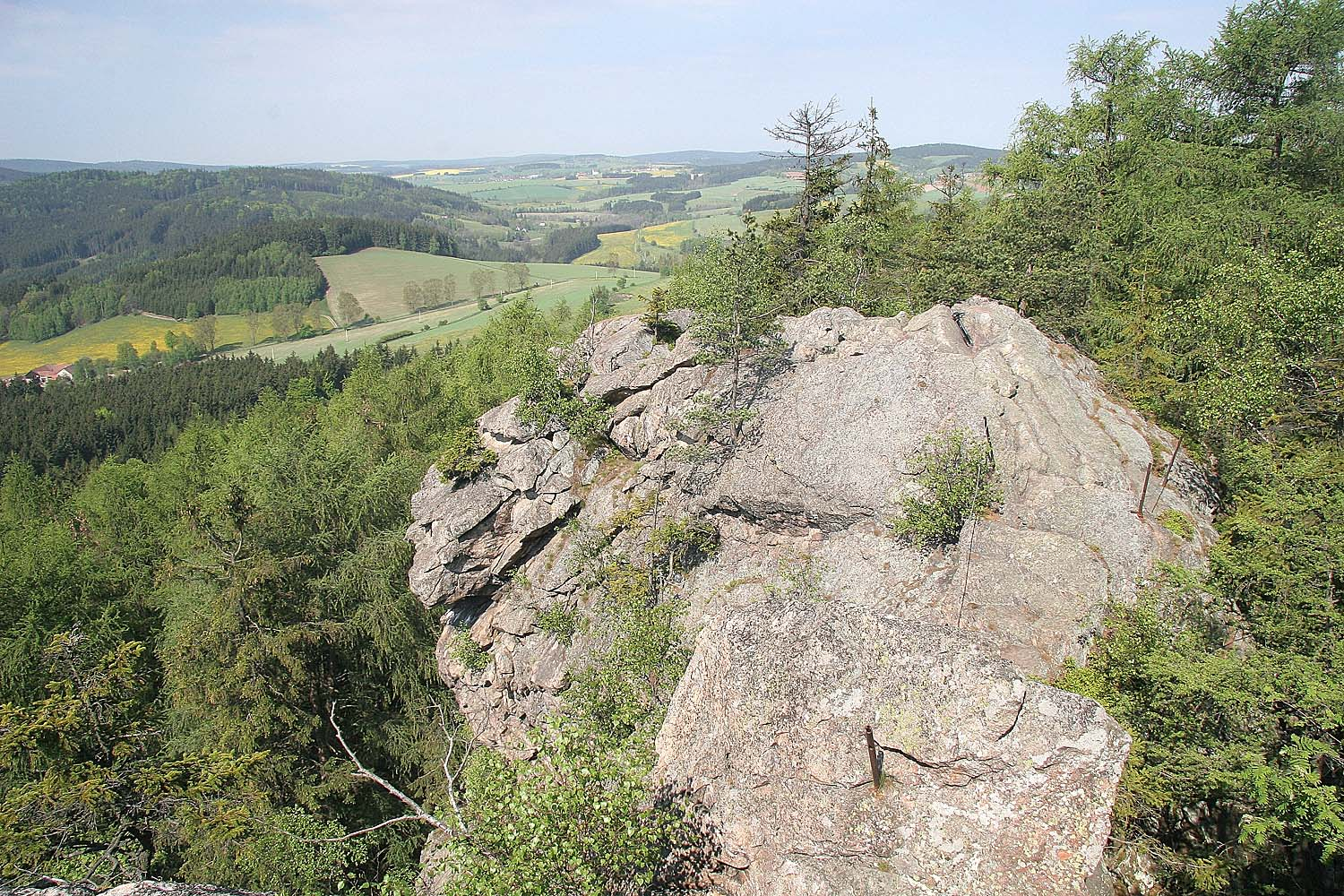
Pohled z vrcholu směrem na Nový Jimramov a Javorek
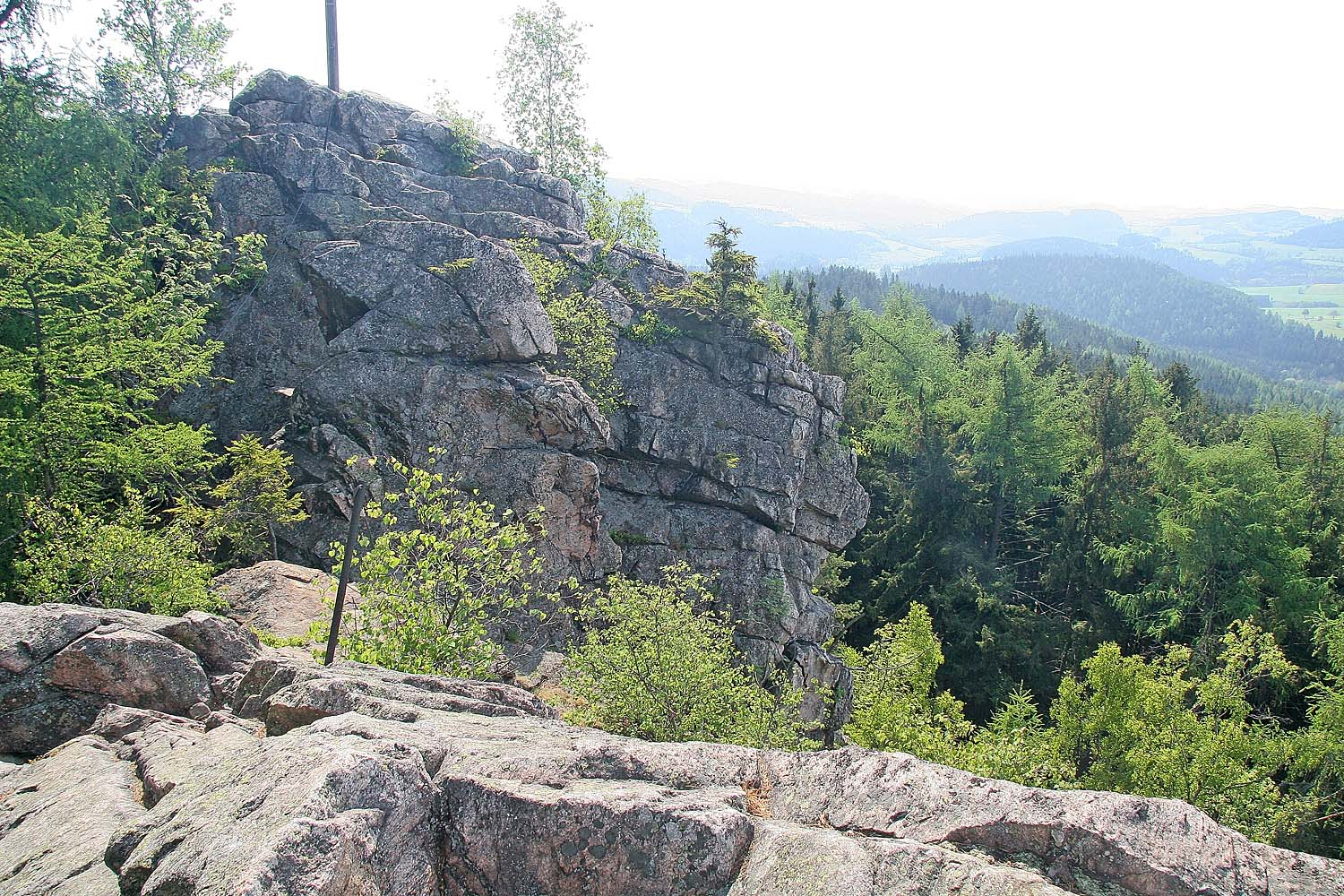
Vyšší skalisko
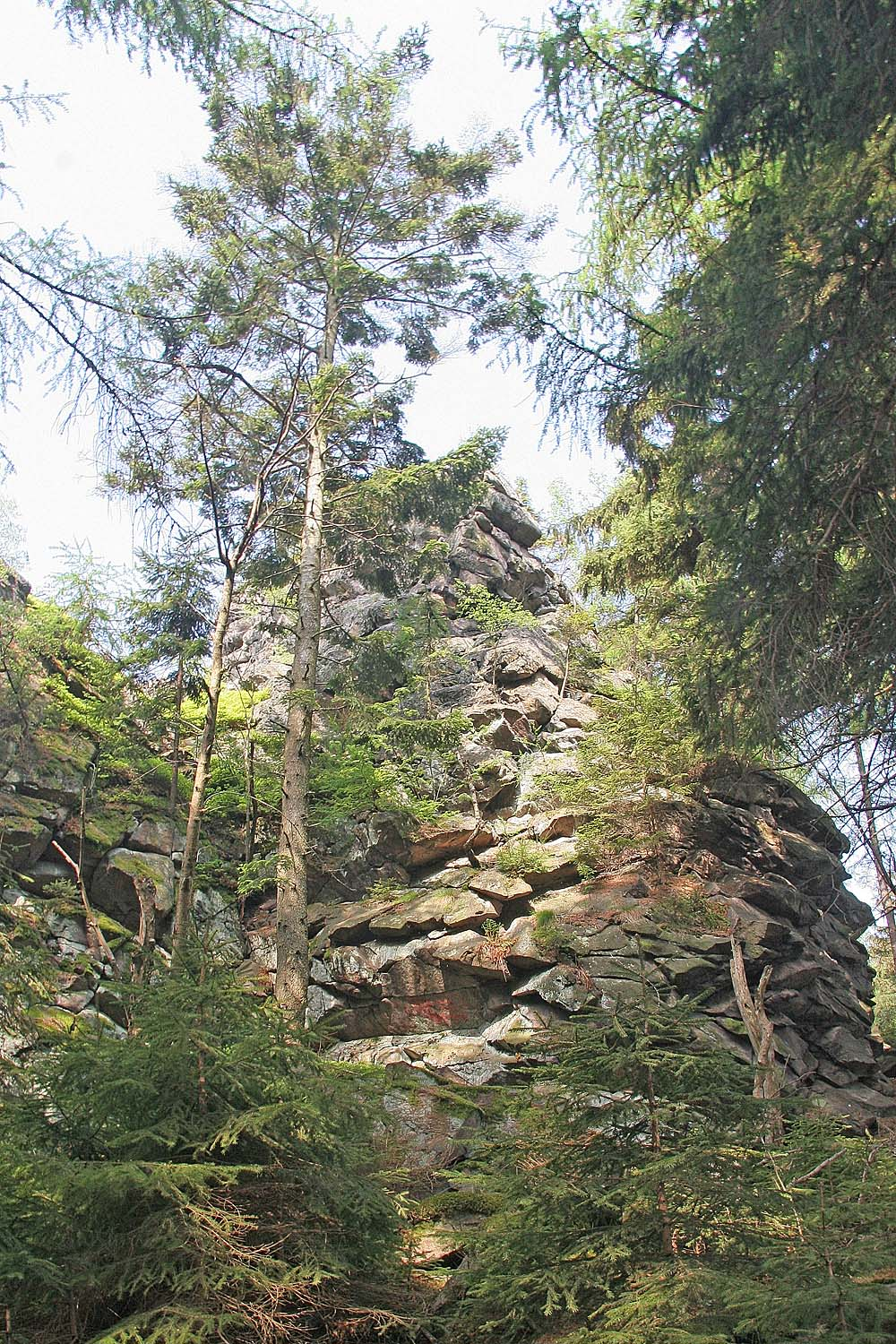
pohled na vyšší skalisko odspodu

## Vrchol
Prostor přírodní památky zaujímá vrcholovou část a část západního svahu stejnojmenného vrchu o nadmořské výšce 748 metrů. Geomorfologicky vrch spadá do celku Hornosvratecká vrchovina, podcelku Žďárské vrchy a okrsku Devítiskalská vrchovina.